# خوسيه زامورا (لاعب كرة قدم)
خوسيه زامورا (بالإسبانية: José Zamora)‏ هو لاعب كرة قدم بيروفي في مركز قلب الدفاع، ولد في 24 يناير 1987 في ليما في بيرو. لعب مع نادي سبورتينغ كريستال.

## وصلات خارجية
- خوسيه زامورا (لاعب كرة قدم) على موقع قاعدة بيانات كرة القدم.إي يو (الإنجليزية)
- خوسيه زامورا (لاعب كرة قدم) على موقع Soccerway.com (الإنجليزية)